# Caer-Dyni

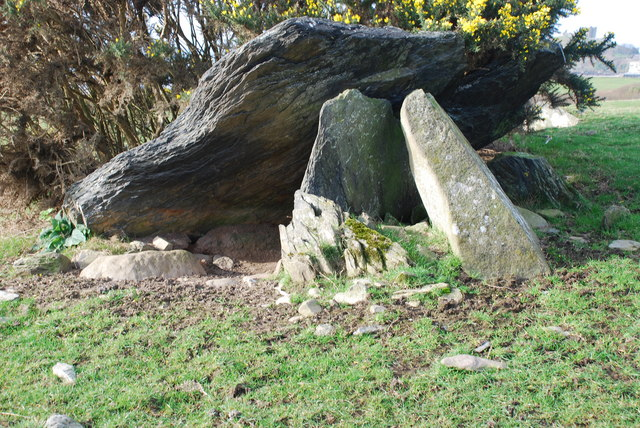
Caer-Dyni

Caer-Dyni (auch Caerdyni) ist ein kleines Portal Tomb am Strand östlich von Criccieth bei Porthmadog in Gwynedd in Wales. Die Anlage wurde 1950 von Glyn Daniel als Steinkiste beschrieben. 1868 war noch deutlich erkennbar, dass es sich um ein Portal Tomb handelt, da der Deckstein noch auf einem Endstein auflag. Eine Anzahl etwas kleinerer Steine befindet sich um die Basis der großen Steine. Die Ost-West orientierte Kammer misst etwa 1,3 × 0,8 m. Die Reste eines etwa 13,0 × 8,0 m messenden Hügels haben zu einer Datierung in die Bronzezeit geführt.
Der verkippte Deckstein hat eine große Kerbe. Die beiden Steine, die den Deckstein stützen, scheinen eine andere Gesteinsart zu sein, als der grobe Sandstein des Decksteins. Man fand 13 Schälchen (englisch cups) auf den Stützsteinen. Weitere 10 Megalithanlagen in Wales haben ebenfalls Schälchen.
In der Nähe liegt Ystum Cegid Isaf.